# Aktedrilus locyi
Aktedrilus locyi är en ringmaskart som beskrevs av Erséus 1980. Aktedrilus locyi ingår i släktet Aktedrilus och familjen glattmaskar. Inga underarter finns listade i Catalogue of Life.